# Exilisia andriai
Exilisia andriai är en fjärilsart som beskrevs av De Toulgoët 1955. Exilisia andriai ingår i släktet Exilisia och familjen björnspinnare. Inga underarter finns listade i Catalogue of Life.